# Mira (Ecuador)
Mira ist eine Ortschaft und die einzige Parroquia urbana („städtisches Kirchspiel“) im Kanton Mira der ecuadorianischen Provinz Carchi. Die Parroquia besitzt eine Fläche von 103,1 km². Die Einwohnerzahl lag im Jahr 2010 bei 5994. Davon wohnten 3096 Einwohner im Hauptort Mira.

## Lage
Die Parroquia Mira liegt in den westlichen Anden im Norden von Ecuador. Im Süden reicht das Areal bis zu dem nach Westen strömenden Río Chota, der das Areal entwässert. Dessen Nebenfluss Río El Ángel begrenzt das Verwaltungsgebiet im südlichen Osten. Die Fernstraße E187 führt von El Ángel ins Chota-Tal und durchquert dabei den Südosten der Parroquia Mira. Im Chota-Tal trifft sie auf die E35 (Ibarra–Tulcán). Der etwa 2430 m hoch gelegene Hauptort befindet sich an der E187 45 km südwestlich der Provinzhauptstadt Tulcán.
Die Parroquia Mira grenzt im äußersten Norden an das Municipio von El Ángel (Kanton Espejo), im Nordosten an die Parroquia San Isidro (ebenfalls im Kanton Espejo), im zentralen und im südlichen Osten an die Parroquias García Moreno und San Vicente de Pusir (beide im Kanton Bolívar), im Süden an die Provinz Imbabura mit der Parroquia Ambuquí, dem Municipio von Ibarra sowie der Parroquia Salinas (alle drei im Kanton Ibarra). Im Westen grenzt die Parroquia Mira an die Parroquias Juan Montalvo und La Concepción.

## Geschichte
Die Parroquia Mira wurde am 17. April 1884 im Kanton Tulcán gegründet. Am 27. September 1934 wurde die Parroquia Teil des neu geschaffenen Kantons Espejo. Am 18. August 1980 wurde der Kanton Mira gegründet und Mira wurde eine Parroquia urbana und Sitz der Kantonsverwaltung.

## Persönlichkeiten
- Jhegson Méndez (* 1997), Fußballspieler